# Mohamed El-Sayed (esgrimidor)
Mohamed El-Sayed (en árabe: محمد السيد‎; El Cairo, 3 de marzo de 2003) es un deportista egpcio que compite en esgrima, especialista en la modalidad de espada. Participó en dos Juegos Olímpicos de Verano en los años 2020 y 2024, obteniendo una medalla de bronce en París 2024 en la prueba individual.

## Palmarés internacional
| Juegos Olímpicos | Juegos Olímpicos | Juegos Olímpicos  | Juegos Olímpicos  |
| Año              | Lugar            | Medalla           | Prueba            |
| ---------------- | ---------------- | ----------------- | ----------------- |
| 2024             | París (Francia)  | Medalla de bronce | Espada individual |